# Gephyroctenus
Gephyroctenus is een geslacht van spinnen uit de  familie van de Ctenidae (kamspinnen).

## Soorten
- Gephyroctenus acre Polotow & Brescovit, 2008
- Gephyroctenus atininga Polotow & Brescovit, 2008
- Gephyroctenus divisor Polotow & Brescovit, 2008
- Gephyroctenus esteio Polotow & Brescovit, 2008
- Gephyroctenus juruti Polotow & Brescovit, 2008
- Gephyroctenus mapia Polotow & Brescovit, 2008
- Gephyroctenus panguana Polotow & Brescovit, 2008
- Gephyroctenus philodromoides Mello-Leitão, 1936
- Gephyroctenus portovelho Polotow & Brescovit, 2008